# Uraecha gilva
Uraecha gilva är en skalbaggsart som beskrevs av Yokoyama 1966. Uraecha gilva ingår i släktet Uraecha och familjen långhorningar. Inga underarter finns listade i Catalogue of Life.